# Rhagium inquisitor
Rhagium inquisitor es una especie de escarabajo longicornio del género Rhagium, tribu Rhagiini, familia Cerambycidae. Fue descrita científicamente por Linné en 1758.
Se distribuye por África del Norte, Albania, Argelia, Alemania, América del Norte, Inglaterra, Asia Menor, Austria, Bélgica, Bosnia y Herzegovina, Bulgaria, Canadá, Croacia, Dinamarca, Escocia, España, Estonia, Estados Unidos, Finlandia, Francia, Grecia, Hungría, Italia, Kazajistán, Letonia, Lituania, Luxemburgo, México, Moldavia, Noruega, Nueva Guinea, Países Bajos, Polonia, Portugal, Rumania, Rusia europea, Eslovaquia, Eslovenia, Suecia, Suiza, Chequia, Turquía, Ucrania y Yugoslavia. Mide 9-22 milímetros de longitud. El período de vuelo ocurre en los meses de febrero, marzo, abril, mayo, junio, julio, agosto, septiembre y octubre.